# Huanggang Shan
Huanggang Shan (kinesiska: 黄岗山) är ett berg i Kina. Det ligger i provinsen Fujian, i den sydöstra delen av landet, omkring 250 kilometer nordväst om provinshuvudstaden Fuzhou. Toppen på Huanggang Shan är 2 148 meter över havet.
Huanggang Shan är den högsta punkten i trakten. Runt Huanggang Shan är det ganska tätbefolkat, med 72 invånare per kvadratkilometer. Närmaste större samhälle är Wuyishan, 16,8 km norr om Huanggang Shan. I omgivningarna runt Huanggang Shan växer i huvudsak blandskog.
Genomsnittlig årsnederbörd är 2 698 millimeter. Den regnigaste månaden är juni, med i genomsnitt 463 mm nederbörd, och den torraste är oktober, med 32 mm nederbörd.